# Daundre Barnaby
Daundre Barnaby, född 9 december 1990, död 27 mars 2015, var en friidrottare från Kanada. Han deltog vid olympiska sommarspelen 2012.